# محمدباقر میراسکندری
سید محمد باقر میراسکندری (زاده ۱۳۷۱) عکاس ایرانی است. او در ۱۹ سالگی عکاسی حرفه‌ای را به‌صورت تجربی شروع کرد.

## زندگی حرفه‌ای
او در سال‌های دبیرستان با آشنایی با برنامه آسمان شب و ماهنامه نجوم به علم نجوم علاقه‌مند شد، علاقه پیشین او به عکاسی و علاقه تازه او به نجوم با هم ترکیب شد و با مفهوم جدیدی بنام عکاسی آسمان شب آشنا شد، آشنایی با عکاسان ایرانی آسمان شب مثل بابک امین تفرشی، اشین دانیلی زاکاریان و عکاسان خارجی مثل دیوید مایلین علاقه او را مضاعف کرد، او در شهریور سال ۱۳۹۰ اولین دوربین عکاسی دیجیتال حرفه ای خود را خرید که آغاز فعالیت‌های جدی وی شد، او اسفند ماه همان سال در ماراتن مسیه در رقابتی بین عکاسان آسمان شب ایران مقام دوم را کسب کرد که اولین ورود جدی او در جامعه حرفه ای نجوم ایران بود.
همچنین در همین سال‌ها خبرگزاری ایسنا به فعالیت‌های داوطلبانه پرداخت.

## افتخارات
- نفر اول مسابقات سراسری عکاسی آسمان شب ماراتن مسیه در کمپ کویری متین آباد (بخش تایم لپس) - ۱۳۹۱
- نفر دوم مسابقات سراسری عکاسی آسمان شب ماراتن مسیه قصر بهرام - ۱۳۹۰
- برگزاری نمایشگاه عکس انفرادی یادگار شب در مرکز علوم و ستاره‌شناسی تهران با حضور راجر فرلت roger ferlet (از سازمان فضایی فرانسه)- ۱۳۹۶
- عکس چاپ شده در روزنامه Islam Today چاپ لندن در ویژه نامه ماه رمضان
- عکس چاپ شده در مجله بین‌المللی All about Space در شماره ۵۵–۲۰۱۶
- تقدیر شده از طرف رئیس دانشگاه هاردین و دانشگاه هاوایی آمریکا به دلیل فعالیت در زمینه کشف سیارک‌ها
- دو دوره عکس برتر مسابقات فرهنگی دانشگاه آزاد اسلامی
- مدرس دوره عکاسی در اداره ارشاد اسلامی به دعوت انجمن هنرهای تجسمی
- چندین دوره عکس و تام لپس برتر وبگاه عکاسان آسمان شب ایران
- تقدیر شده از طرف رئیس کل اداره محیط زیست استان مرکزی
- مدرس پنج دوره تخصصی عکاسی در نقاط مختلف ایران
- داور مسابقات عکاسی (مسابقات عکاسی اردبیل، مسابقه عکس پژوهش‌سرای آموزش و پرورش استان مرکزی)
- عکاس خبرگزاری ایسنا
- عضو انجمن عکاسان جوان
- عکس‌های چاپ شده در گالری ماهنامه نجوم
- چندین عکس منتشر شده در وبگاه مجله بین‌المللی اسکای اند تلسکوپ
- عکس‌های منتشر شده در وبسایت مجله معتبر نشنال جئوگرافیک

## آثار
منتخبی از مجموعه عکس‌های او از طبیعت استان مرکزی در کتابی دربارهٔ طبیعت این استان به چاپ خواهد رسید.